# Síndarin
El síndarin és una llengua fictícia creada per J. R. R. Tolkien per ser utilitzada al món creat per ell, la Terra Mitjana. El síndarin és una de les moltes llengües parlades pels elfs, anomenats Eledhrim [ˈɛlɛðrim] o Edhellim [ɛˈðɛllim] en síndarin. De fet, la paraula síndarin és en si mateixa una paraula del quenya que literalment significa "èlfic gris", mot que també s'utilitza per referir-se a aquesta llengua en català. Tanmateix, durant la Primera Edat també s'utilitzava la paraula edhellen ("èlfic" en síndarin) per referir-se a aquesta llengua.
El síndarin va ser la llengua dels elfs de Beleríand. Aquests eren elfs del Tercer Grup que es va quedar a Beleríand després del Gran Viatge i, conseqüentment, la seva llengua també es va separar de la dels elfs que van salpar de la Terra Mitjana. El síndarin deriva d'una llengua més primerenca anomenada telerin comú, la qual va evolucionar de l'eldarin comú, la llengua dels èldar abans de les seves divisions. Abans de totes aquestes llengües, els elfs parlaven el quendian primitiu.
En la Tercera Edat (el final de la qual és el marc cronològic del Senyor dels Anells), el síndarin era la llengua més parlada per la majoria dels elfs de la part occidental de la Terra Mitjana. El síndarin és la llengua normalment anomenada èlfic en El Senyor dels Anells. Quan els elfs Nóldor, que parlaven quenya, van retornar a la Terra Mitjana, van adoptar el síndarin com a llengua pròpia. El quenya i el síndarin s'assemblen pel que fa al vocabulari, però tenen una estructura i una gramàtica molt diferent. El síndarin és congeut per ser un idioma més variable que el quenya, i durant la Primera Edat hi hagué molts dialectes regionals. La llengua utilitzada a Dòriath (casa de Thíngol, rei dels Sindar), coneguda com a Doriathrin, va ser qualificada per molts elfs grisos com la forma de la llengua més elevada i noble.
En la Segona Edat, molts humans de l'illa de Númenor van aprendre a parlar el síndarin amb fluïdesa. Els seus descendents, els Dúnedain de Góndor i Àrnor, van continuar parlant síndarin durant la Tercera Edat. En un principi, el síndarin s'escrivia utilitzant el cirth, un alfabet èlfic. Més tard es va adoptar el tengwar. Tolkien va basar el so i part de la gramàtica del síndarin en el gal·lès, i mostra algunes de les mutacions de consonants que caracteritzen les llengües cèltiques. L'idioma també va rebre influències de l'anglès antic i el nòrdic antic.

## Dues cronologies
En les llengües creades per Tolkien es distingeixen dues línies cronològiques:
- La línia interna, que es refereix a l'evolució de cada llengua dins del món fictici.
- La línia externa, que es refereix al procés de Tolkien per crear la llengua.

## Història externa
De totes les llengües que Tolkien va crear, el síndarin és la que té un desenvolupament més complicat. Els orígens del síndarin es remunten l'any 1917, quan Tolkien va crear el goldogrin. Aquesta llengua havia de ser parlada pels gnoms, els predecessors conceptuals dels Nóldor. De fet, ja el 1915 havia començat a desenvolupar el qenya, l'antecessor del quenya, i part del vocabulari i gramàtica del síndarin està basat en aquesta llengua.
Va escriure un diccionari substancial de goldogrin així com una gramàtica. Aquesta és la primera etapa conceptual de la llengua síndarin. Alhora Tolkien va concebre una Història del Elfs i la va escriure al Book of the lost tales (Llibre dels contes perduts).
Uns quants anys més tard, pels voltants del 1920, Tolkien va començar de nou la gramàtica i lèxic de la llengua dels seus Gnoms. Va abandonar la paraula Goldogrin a favor de Noldorin (una paraula del quenya). Tolkien va compondre llavors una gramàtica d'aquesta nova llengua, el Lam na Ngoluith.
Durant la segona meitat de la dècada del 1930, Tolkien va escriure Etimologies, l'únic capítol de la tercera part del seu llibre inacabat The Lost Road and Other Writings on proporcionava una llista d'arrels i síl·labes de diverses llengües èlfiques, especialment el noldorin i el quenya. En aquell moment, doncs, atura el desenvolupament del goldogrin a favor del noldorin. Alhora, Tolkien desenvolupava l'ilkorin, una de les llengües que parlaven els elfs del Tercer Clan (aquells mateixos que, més tard, serien anomenats Sindar en quenya) i el doriathrin.
Tolkien va crear el síndarin aproximadament l'any 1944. Va utilitzar molts aspectes del noldorin mesclats amb l'"ilkorin Doriathrin" i afegint algunes característiques noves. L'ilkorin parlat a Beleriand no estava basat en el gal·lès, i Tolkien volia que la seva nova "llengua de Beleriand" fos semblant al gal·lès.
Va continuar desenvolupant l'idioma fins a la seva mort, el 1973. Durant l'escriptura del Silmaríl·lion (1950-1960), el síndarin va prendre una forma més estable de manera que el Silmaríl·lion concorda amb el Senyor dels Anells. Un cop va deixar el llibre de banda, tanmateix, la llengua es va tornar més inestable i amb algunes contradiccions respecte anotacions d'anys anteriors.

## Història interna

Esquema que mostra els diferents grups d'elfs. El grup d'elfs que parlava el síndarin són els Síndar.

El síndarin va evolucionar des del síndarin antic (conservat només en alguns gravats Doriathrin), que al seu torn va evolucionar del telerin comú a la Terra Mitjana.

### Dialectes
La primera divisió de l'antic síndarin es va produir entre el grup Nord (o Mithrimin) i el grup Sud.
El grup Sud tenia un molt territori més gran, i va incloure el doriathrin o "síndarin central".
Durant la Primera Edat, abans del retorn dels Noldor, hi hi havia quatre dialectes del síndarin:
- Grup del sud
  - Doriathrin, la llengua de Doriath;
  - Falathrin o "síndarin de l'oest", la llengua del Falas;
- Grup del nord
  - Dialecte nord-oest, parlat a Hithlum, Mithrim, i Dor-lómin;
  - Dialecte nord-est, parlat a Ard-galen (abans de la seva ruïna), i a les terres altes de Dorthonion (Taur-nu-Fuin).

#### Doriathrinel
El doriathrin va conservar moltes característiques arcaiques. A diferència dels altres dialectes, el doriathrin va quedar lliure de les influències del quenya. L'accent de Doriath era també fàcil de reconèixer, de manera que tot i que Túrin deixà Doriath, va mantenir l'accent fins a la seva mort, el qual immediatament indicava la seva provinència.
"Durant post-guerra, la llengua de Beleriand va rebre moltes influències de Doriath."
Tolkien va escriure molt sobre la morfologia del doriathrin i sobre el seu contrast amb la resta de dialectes del síndarin

#### Falathrin
La llengua dels seguidors de l'elf Círdan, anomenat Falathrin (Falassian en anglès), és l'altre dialecte del grup Sud. Va romandre proper a la llengua de Doriath perquè hi havia molt comerç entre els dos grups durant el temps de les Guerres de Beleriand

#### síndarin del nord
El síndarin del nord va ser parlat pels Mithrim, el grup d'elfs grisos que viva més al nord. Diferia del síndarin central de Beleriand en molts aspectes. Al principi parlat en Dorthonion i Hithlum, contenia moltes paraules úniques i no era totalment intel·ligible a la resta d'elfs.
El dialecte del Nord era molt més conservador, i més tard es va dividir en un dialecte Nord-oest (Hithlum, Mithrim, Dor-lómin) i un Nord-est (Ard-galen abans de la seva ruïna i Taur-nu-Fuin).
Aquesta llengua fou al principi adoptada pels Noldor exiliats després del seu retorn a la terra Mitjana a Losgar. Més tard, el noldorin síndarin canvià, especialment a causa de l'adopció de característiques del quenya, i parcialment a causa de l'amor dels Noldor per fer canvis lingüístics.

#### Noldorin síndarin
Amb l'excepció del doriathrin, el síndarin va adoptar algunes característiques del quenya després del retorn dels Noldor, així com canvis de so únics creats per aquest grup d'elfs.
En la ciutat amagada de Gondolin, una terra aïllada, s'hi va desenvolupar un dialecte propi: "Va diferenciar-se de l'estàndard (de Doriath) (a) en tenir alguns elements de l'Oest i el Nord, i (b) incorporant moltes paraules del noldorin i el quenya. Per això la ciutat era normalment anomenada Gondolin (del quenya Ondolin(dë)) amb l'afegiment de la g-, no Goenlin o Goenglin [tal com hagués sigut en el síndarin estàndard]".

#### En la Segon i Tercera Edat
El síndarin de Beleriand, el beleriandic, fou la llengua vehicular de tots els elfs i molts humans. Està basada en el síndarin de l'oest amb moltes influències del Doriathrin. Durant la Segona Edat, el síndarin va ser una llengua vehicular per tots els elfs i els seus amics, fins que va ser substituïda pel Westron, la llengua dels humans, sorgida durant Tercera Edat amb grans influències del síndarin.
A Gondor, al final de la Tercera Edat, el síndarin era encara parlat diàriament per uns quants humans nobles en la ciutat Minas Tirith. Àragorn va créixer a Imladris i el parlava amb fluïdesa.

## Fonologia
El síndarin va ser dissenyat amb una fonologia semblant a la del gal·lès. Té la majoria dels sons i una estructura de so similar. Les fonologies de l'anglès antic, el nòrdic antic i l'islandès són també força properes al síndarin i, juntament amb el gal·lès, van tenir influència en algunes de les característiques gramaticals de la llengua, especialment els plurals. A continuació hi ha un resum de la fonologia d'aquesta llengua:

### Consonants

#### Pulmonars
| Bilabial   | Dental | Alveolar | Alveolar | Palatal | Velar | Glotal |
| Bilabial   | Dental | Senzill  | Lateral  | Palatal | Velar | Glotal |
| ---------- | ------ | -------- | -------- | ------- | ----- | ------ |
| Plosive    | p b    | t d      | k3 ɡ     |         |       |        |
| Nasal      | m      | n        | ŋ 4      |         |       |        |
| Fricativa  | f v    | θ ð1     | s        | ɬ2      | x5    | h      |
| Vibrant    | r̥ ⁶ r  |          |          |         |       |        |
| Aproximant | ɬ      | j        | ʍ7 w     |         |       |        |

1. Escrit ⟨th⟩ i ⟨dh⟩ respectivament
2. Escrit ⟨lh⟩
3. Escrit ⟨c⟩
4. Escrit ⟨ng⟩
5. Escrit ⟨ch⟩
6. Escrit ⟨rh⟩
7. Escrit ⟨hw⟩

/f/ és pronunciada [v] a final de paraula o abans de /n/.
el síndarin antic, com l'irlandès, també va tenir una m aspirada o v nasal (IPA: [ṽ]), la qual va ser transcrita com a mh (encara que sempre era pronunciada [v] en el síndarin més tardà).

#### Orthographic Convencions
| Lletra | IPA   | Notes                                                                               |
| ------ | ----- | ----------------------------------------------------------------------------------- |
| i      | j, i  | Representa [j] a principi de paraula abans de vocals, [i] en la resta de posicions. |
| ng     | ŋ, ŋɡ | Representa [ŋ] a final de paraula, [ŋɡ] en la resta de posicions.                   |
| ph     | f, ff | Representa [f] a final de paraula, [ff] en la resta de posicions.                   |

### Vocals

#### Monòtones
| Vocals        | Anteriors | Quasi anterior | Quasi posterior | Posterior |
| ------------- | --------- | -------------- | --------------- | --------- |
| Tancada       | i y       | u              |                 |           |
| Quasi tancada | j         | ʊ              |                 |           |
| Semi oberta   | ɛ         | ɔ              |                 |           |
| Oberta        | ɡ         | ɡ              | ɡ               | ɡ         |

Un accent tancat significa una vocal llarga (á, é, etc.). En una paraula monosíl·laba s'utilitzen els accents circumflexos (â, ê, etc.). Tanmateix, per raons pràctiques, els usuaris de la codificació de caràcters ISO Latin-1 substitueixen ý per ŷ, perquè aquesta codificació no disposa d'un caràcter per la ŷ, només la ý i la ÿ.
En el síndarin antic, hi hi havia una vocal similar a l'ö alemanya (IPA: [œ]), la qual Tolkien sempre transcrivia com œ. Tot i que és necessari distingit entre aquest caràcter i el diftong oe, en moltes publicacions com El Silmarillion s'ha acabat substituint el caràcter œ per oe (per exemple, Nírnaeth Arnoediad, el qual es llegeix Nírnaeth Arnœdiad, o Goelydh que es llegeix Gœlydh). Aquesta vocal més tard es va pronunciar [ɛ] i és per això que es transcriu com una e (Gelydh).

#### Diftongs
Els diftongs són ai (pronunciat com mai [ai]), ei (rei [ɛi]), ui (ruïna [ui]), au (cau [au]), ae (no existeix en català) i oe (no existeix en català). Si el diftong au està al final d'una paraula s'escriu aw. Tanmateix, Tolkien va descriure les variacions de pronunciació dialectals (com la Doriathrin i Gondor).

## Gramàtica

A Elbereth Gilthoniel, un poema en síndarin compost per J.R.R. Tolkien i escrit en tengwar en el mode de Beleriand.

És gairebé impossible d'extrapolar les regles morfològiques del síndarin perquè es tracta d'una llengua planificada irregular i no una llengua auxiliar internacional amb una morfologia regular.
A diferència de la llengua aglutinant quenya, el síndarin és principalment una llengua fusional amb algunes tendències analítiques. Pot diferenciar-se del quenya pels pocs casos de vocals a final de paraula i l'ús de les oclusives b d g, absents en el quenya (exceptuant els grups intervocàlics mb, nd, ng, ld, rd). El síndarin primerenc formava el plurals afegint -ī, la qual va desaparèixer però va afectar les vocals precedents (com en el gal·lès i l'anglès antic): sing. Adan, pl. Edain, sing. Orch, pl. Yrch.
síndarin també té un altre tipus de plural que es forma amb un sufic: sing. êl 'estrella', 1r pl. elin 'estrelles', 2n pl. elenath 'Totes les estrelles; Ennor 'Terra Mitjana', 2n pl. Ennorath '(Tota) la Terra Mitjana'.

### Substantius
Tot i que el síndarin no té un gènere gramatical, té, igual que el gal·lès, dos sistemes de nombre gramatical. Els plurals, en el síndarin, són irregulars i es formen de diverses maneres. Si Tolkien no va deixar escrita la paraula en plural, no hi ha cap forma segura de trobar el plural d'una paraula.
Algun substantius formen el plural amb un sufix (normalment -in), per exemple Drû, pl. Drúin "Homes salvatges". Altres formen el plural a través del canvi de vocal, per exemple adan i edain, "membre de la raça humana". Encara altres formen els seus plurals a través d'una combinació del dos, i alguns són invariables.
L'altre sistema de formació del plural s'anomena segon plural o plural col·lectiu. Els substantius en aquest sistema el formen normalment afegint un sufix al plural (com en gal·lès); per exemple -ath, com en elenath, "totes les estrelles (en el cel)". Una altra terminació del 2n plural és -rim, utilitzat especialment per indicar una raça o grup: Nogothrim "la raça dels Nans", de la paraula Nogon, "Nan". Existeix una altra terminació, -lir, com a Nogothlir. El sufix -hoth, que significa 'horda', s'afegiex als substantius singulars per formar el segon plural. Té un sentit poc amistós, per exemple Gaurhoth "horda d'homes-llop" de Gaur "home-llop".

#### Formació del primer plural
La majoria de plurals es formen per apofonia. En les etapes més primerenques de l'idioma, els plurals es marcaven amb el sufix -i i les vocals de l'arrel eren assimilades convertint-se en anteriors. Posteriorment, la -i final es va perdre i va deixar només els canvis en l'arrel. Els patrons de formació del plural són:
- Dins síl·labes no finals:
  - a → e – galadh → gelaidh
  -  e → e – bereth → berith
  - o → e – nogoth → negyth (Originalment esdevenia œ, el qual més tard esdevindriaa e)
  - u → y – tulus → tylys
  -  y → y – ylf > ylf
- En síl·labes finals:
  - a amb una consonant que segueix → ai – aran → erain
  - a amb grup de consonants que segueix #1 → e – narn → nern
  - a amb grup de consonants que segueix #2 → ai – cant → caint
  - a amb grup de consonants que segueix #3 → ei – alph → eilph
  - â → ai – tâl → tail
  - e → i – adaneth → edenith
  - ê → î – hên → hîn
  - i → i – brennil → brennil
  -  î → î – dîs → dîs
  - o → y – brannon → brennyn
  - o → e – orod → ered (En alguns casos)
  - ó → ý – bór → býr
  - ô → ŷ – thôn → thŷn
  - u → y – urug → yryg
  - û → ui – hû → hui
  -  y → y – ylf → ylf
  -  ý → ý – mýl → mýl
  - au → oe – naug → noeg
  - aea > ei - aear → eir

### Mutació
síndarin té una sèrie complexa de mutacions. La totalitat de frases en síndarin és molt petita, i cada dialecte té les seves pròpies regles de mutació.
L'única explicació completa de les mutacions es troba al Lam na Ngoluith (Gramàtica del noldorin primerenc, Tolkien).
La mutació és provocada de diverses maneres:
- La mutació feble és provocada per una paraula propera amb una terminació de vocal.[14]

- La mutació fort és a causa de la geminació d'una consonant inicial original a causa de la precedència d'una paraula propera amb una terminació plosiva.[14]

- La mutació nasal és a causa d'una nasal precedent.[14]

Les mutacions inicials no han de ser confoses amb assimilacions que poden ocórrer en paraules compostes (com, per exemple, en els noms Araphor, Arassuil i Caradhras).
La següent taula mostra com les diferets consonants són afectades per les tres mutacions:
| Consonant | Feble  | Forta | Nasal |
| --------- | ------ | ----- | ----- |
| b         | v (bh) | b     | m     |
| d         | dh     | d     | n     |
| G         | '      | g     | ng    |
| gw        | 'w     | gw    | ngw   |
| p         | b      | f     | f     |
| t         | d      | th    | th    |
| c         | g      | ch    | ch    |
| cw        | gw     | chw   | chw   |

L'apòstrof (') indica elisió.

### Pronoms
A continuació, una taula amb els pronoms personals i possessius:
| Pronom                                          | Sufix possessiu |            |
| 1a persona del singular                         | -n              | -en        |
| 2a persona del singular (familiar)              | -g              | -eg        |
| 2a personal del singular (formal)               | -dh             | -el        |
| 3a persona del singular                         | -               | -ed        |
| 1a persona del plural inclusiu                  | -m              | -em        |
| 1a persona del plural exclusiu                  | -nc             | -enc       |
| 2a persona del plural (familiar)                | -g, -gir        | -eg, -egir |
| 2a persona del plural (formal)                  | -dh, -dhir      | -el, -elir |
| 3a persona del plural                           | -r              | -ent       |
| Dual (utilitzat només pels parlants de Doriath) |                 |            |
| 1a pers. dual inclusiu                          | -m, -mmid       | ?          |
| 1a pers. dual exclusiu                          | -nc, -ngid      | ?          |
| 2a personal dual (familiar)                     | -ch             | ?          |
| 2a persona dual (formal)                        | -dh, -dhid      | ?          |
| 3a persona dual                                 | -st             | ?          |

### Verbs
Mentre que les inflexions dels verbs del quenya són força regulars, Tolkien va escriure: "La historia dels verbs del síndarin és complicada." De fet, el nombre de verbs conjugats per Tolkien és petit. És per això que el sistema de conjugacions dels verbs es basa, sovint, en deduccions fetes a partir dels escrits de Tolkien. Hi ha dos tipus de verbs, els bàsics i els derivatius. A continuació hi ha una explicació de cadascun d'ells.

#### Verbs bàsics
Els verbs bàsics, encara que menys que els verbs derivats, tenen una conjugació complexa, resultat de la historia fonològica del síndarin.
Els verbs bàsics formen l'infinitiu afegint -i a l'arrel: giri de gir-. A diferència del català, el síndarin no utilitza l'infinitiu gaire sovint, i utilitza el gerundi per aconseguir el mateix significat.
Per totes les persones excepte la tercera del singular, el present és format afegint una -i- a l'arrel seguida de la terminació pronominal corresponent: girin, girim, girir. La tercera persona del singular no necessita la inserció d'una -i- perquè no té una terminació pròpia. Això deixa l'arrel del verb sola i causa que la vocal de l'arrel es torni llarga (es marca amb un accent circumflex): gîr, blâb, pâd.
El passat dels verbs bàsics és molt complicat i té pocs exemples. Un dels sistemes reconstruïts més comuns és utilitzar el sufix -n: darn. Tanmateix, l'únic cas on aquesta -n s'afegeix és quan l'arrel acaba en -r. En una arrel acabada amb -l, -n es converteix en -ll (toll). Després de -b, -d, -g, -v, o -dh, hi té lloc el fenomen de la metàtesi i posteriorment el de l'assimilació. La consonant llavors experimenta el que es podria anomenar "mutació posterior": -b, -d, i -g esdevenen -p, -t, i -c, i -v i -dh esdevenen -m i -d.
El futur és format afegint el sufic -tha. També s'afegeix una -i-. La terminació de la primera persona del singular (-n) provoca que la -a de -tha esdevingui -o: girithon, blebithon.
L'imperatiu es forma afegint -o a l'arrel: giro!, pado!, blabo!

#### Verbs derivats
Els verbs derivats tenen una conjugació menys complexa, perquè tenen una vocal temàtica (normalment a), que redueix el nombre de combinacions de consonants.
L'infinitiu és format afegint una -o, que substitueix la -a de l'arrel: lacho de lacha-.
El present es forma sense modificar l'arrel. Les terminacions pronominals s'afegeixen sense cap canvi, exceptuant la -n de la primera persona del singular, on la vocal final es converteix en o.
El passat es forma amb la terminació -nt, la qual esdevé -nne amb qualsevol final pronominal, per exemple erthant i erthanner.
El futur és format amb -tha. Amb l'addició de la primera persona del singular -n, esdevé -tho.

## Vocabulari
És molt difícil de saber quantes paraules va imaginar Tolkien, perquè molts dels seus escrits en síndarin encara no estan publicats. L'any 2008, hi havia al voltant de 25 mil paraules èlfiques (comptant síndarin, quenya i la resta de llenguatges dels elfs).
| Significat    | síndarin    | Pronunciació     | Equivalent en quenya |
| ------------- | ----------- | ---------------- | -------------------- |
| Terra         | amar, ceven | [ˈɑmɑr] [ˈkɛvɛn] | ambar, cemen         |
| Cel           | menel       | [ˈmɛnɛl]         | menel                |
| Aigua         | nen         | [ˈnɛn]           | nén                  |
| Foc           | naur        | [ˈnɑʊ̯r]          | nár                  |
| Home (mascle) | benn        | [ˈbɛn]           | nér                  |
| Dona          | bess        | [ˈbɛs]           | nís                  |
| Menjar        | mad-        | [ˈmɑd]           | mat-                 |
| Beure         | sog-        | [ˈsɔɡ]           | suc-                 |
| Gran          | beleg, daer | [ˈbɛlɛɡ] [ˈdɑɛ̯r] | alta, halla          |
| Raça, tribu   | noss        | [ˈnɔs]           | nóre                 |
| Nit           | dû          | [ˈduːː]          | lóme                 |
| Dia           | aur         | [ˈɑʊ̯r]           | aure, ré             |

El lèxic del Noldorin i síndarin no inclou vocabulari modern (televisió, motor...).

### Nombres
Segons Tolkien, els elfs preferien el sistema duodecimal al sistema decimal, encara que ambdós sistemes van coexistir. Els nombres de l'1 al 12 estan presentats a continuació (les formes reconstruïdes estan marcades amb un asterisc), així com alguns altres nombres més alts.
| Nombres cardinals | Nombres cardinals    | Nombres ordinals  | Nombres ordinals |
| síndarin          | Català               | síndarin          | Català           |
| ----------------- | -------------------- | ----------------- | ---------------- |
| er, min           | un                   | mein, main, minui | primer           |
| tad               | dos                  | taid, tadui       | segon            |
| neledh            | tres                 | neil, nail, nelui | tercer           |
| canad             | quatre               | canthui           | quart            |
| leben             | cinc                 | levnui            | cinquè           |
| eneg              | sis                  | enchui, enecthui  | sisè             |
| odo, odog         | set                  | othui, odothui    | setè             |
| tolodh            | vuit                 | tollui            | vuitè            |
| neder             | nou                  | nedrui            | novè             |
| pae               | deu                  | paenui            | desè             |
| minib             | onze                 |                   |                  |
| ýneg              | dotze                |                   |                  |
| * nelphae         | trenta               |                   |                  |
| host              | cent quaranta-quatre |                   |                  |
| * meneg           | mil                  |                   |                  |